# Евтич, Живорад
Живорад Евтич (серб. Živorad Jevtić; 27 декабря 1943, Крушевац, Сербия, — 8 августа 2000, Белград, Сербия) — сербский футболист, игрок сборной Югославии.

## Карьера
Живорад на протяжении всей карьеры играл лишь за один клуб, «Црвена Звезда» из Белграда. За 13 сезонов в данном клубе он провел 157 матчей, в которых забил 3 мяча. В его составе он 4 раза выиграл Первую лигу Югославии, 4 Кубка Югославии, а также Кубок Митропы.
В течение 5 лет, с 1946 по 1969 год, играл за национальную сборную Югославии. Принимал участие в Олимпийских играх 1964 года. Всего провел за сборную 16 матчей, в которых не разу не забил.

## Награды
Црвена Звезда
Первая лига
- Чемпион (4): 1963/1964, 1967/1968, 1968/1969, 1969/1970, 1972/1973

Кубок Югославии
- Чемпион (4): 1964, 1968, 1970, 1971

Кубок Митропы
- Чемпион: 1968